# Sinocoelotes
Genre
Sinocoelotes est un genre d'araignées aranéomorphes de la famille des Agelenidae.

## Distribution
Les espèces de ce genre se rencontrent en Chine, en Thaïlande et au Viêt Nam.

## Liste des espèces
Selon World Spider Catalog (version 26, 09/08/2025) :
- Sinocoelotes acicularis (Wang, Griswold & Ubick, 2009)
- Sinocoelotes arcuatus Zhang & Chen, 2018
- Sinocoelotes cangshanensis Zhao & Li, 2016
- Sinocoelotes forficatus (Liu & Li, 2010)
- Sinocoelotes guangxian (Zhang, Yang, Zhu & Song, 2003)
- Sinocoelotes hehuaensis Zhao & Li, 2016
- Sinocoelotes kangdingensis Zhao & Li, 2016
- Sinocoelotes ludingensis Zhao & Li, 2016
- Sinocoelotes luoshuiensis Zhao & Li, 2016
- Sinocoelotes mahuanggouensis Zhao & Li, 2016
- Sinocoelotes mangbangensis Zhao & Li, 2016
- Sinocoelotes muliensis Zhao & Li, 2016
- Sinocoelotes porus (Zhang, Zhu & Wang, 2017)
- Sinocoelotes pseudoguangxian (Wang, Griswold & Ubick, 2009)
- Sinocoelotes pseudoterrestris (Schenkel, 1963)
- Sinocoelotes pseudoyunnanensis (Wang, Griswold & Ubick, 2009)
- Sinocoelotes songae (Liu, Li & Pham, 2010)
- Sinocoelotes songi (Zhang, Zhu & Wang, 2017)
- Sinocoelotes subguangxian Wang & Zhang, 2018
- Sinocoelotes thailandensis (Dankittipakul & Wang, 2003)
- Sinocoelotes yanhengmei (Wang, Griswold & Ubick, 2009)
- Sinocoelotes yanyuanensis Zhao & Li, 2016
- Sinocoelotes yunnanensis (Schenkel, 1963)

## Systématique et taxinomie
Ce genre a été décrit par Zhao et Li en 2016 dans les Agelenidae.

## Publication originale
- Chen, Zhao & Li, 2016 : « Sinocoelotes gen. n., a new genus of the subfamily Coelotinae (Araneae, Agelenidae) from Southeast Asia. » ZooKeys, no 614, p. 51-86 (texte intégral).